# Тужер
Тужер (мађ. Tuzsér) је село у Мађарској, у жупанији Саболч-Сатмар-Берег. Тужер се налази у североисточном делу округа, поред Тисе, на њеној левој обали, у Реткозу. Суседи: Тисабездед на северу, Мандок на истоку, Коморо на југу и Земпленагард на западу Тисе.

## Становништво
- Током пописа из 2011. године,
  - 94,9% становништва се изјаснило да су Мађари,
  - 36,6% Роми,
  - 0,3% Украјинци (5,1% се није изјаснило; због двојног идентитета,
  - укупан број може бити већи од 100%).
- Верска дистрибуција је била следећа:
  - римокатолици 6,7%,
  - реформати 65%,
  - гркокатолици 5,2%,
  - неденоминациони 6,9%
  - (8,4% без одговора) [1]

У општини су 10. новембра 2013. године одржани превремени избори за градоначелника  због смрти претходног начелника. За место градоначелника на изборима се кандидовало седам кандидата.

### Број становника
| Година | Популација |
| 2013.  | 3.418      |
| 2014.  | 3.397      |
| 2015.  | 3.444      |

## Градоначелници
- 1990–1994: Ласло Ревес − Révész László (независтан)[7]
- 1994–1998: Ласло Ревес − László (независтан)[8]
- 1998–2002: Ласло Ревес − László (независтан)[9]
- 2002–2006: Ласло Ревес − Révész László (независтан)[10]
- 2006–2010: Ласло Ревес − Révész László (независтан)[11]
- 2010–2013: Јожеф Данко − Dankó József (независтан)[12]
- 2013–2014: Тибор Феркович − Ferkovics Tibor (Јобик)[2]
- 2014–2019: Тибор Феркович − Ferkovics Tibor (Јобик)[13]
- 2019-данас: Тибор Феркович − Ferkovics Tibor (независтан)[14]